# Xylinissa cossoides
Xylinissa cossoides là một loài bướm đêm trong họ Noctuidae.